# Palágyi Lajos (költő)
Palágyi Lajos, szül. Silberstein (Óbecse, 1866. április 15. – Budapest, 1933. március 7.) zsidó származású magyar költő, állami tanítóképző-intézeti tanár, Palágyi Menyhért testvéröccse.

## Élete
Óbecsén született, ahol apja, Silberstein Mór tanító volt (bölcselettel és irodalommal is foglalkozott és számos pedagógiai cikket írt). Édesanyja Seelenfreund Rozália. Palágyi ötéves volt, amikor apja Temesvárra került tanítónak, majd Abauúj-Szepsibe, innen Kassára, Budapestre, azután Szikszóra, végrül 1878-ban állandóan Budapestre; így Palágyi gyermekévei vándorlások és nyomorúságok közt teltek el. A fővárosban önerejéből sajátította el minden ismeretét, mert iskolába soha sem járt; egyetlen tanítója bátyja, Palágyi Menyhért volt.
Tizenhárom éves korában kezdett verseket írni. Egész gyermekkorában betegeskedett, ezért első versei is már az élet sötét oldalait mutatják be. A fővárosban egészen elhagyatva, pajtások nélkül, mondhatni az utcán nőtt fel, és megismerkedett az élet mindennemű sanyarúságaival. 1879-ben kezdett a lapoknak verseket küldözgetni. Az első lap, amelyben neve alatt vers jelent meg, Ábrányi Emil Magyar Népbarát'ja volt. Egy ízben összes írott verseit a Vasárnapi Ujságnak küldte be; Szász Károlynak buzdító levele bátorította, s utána sűrűn jelentek meg költeményei a Vasárnapi Ujságban; majd a Magyarország és a Nagyvilág, később az Ország-Világ hozták le költeményeit; ezen utóbbi lap szerkesztője magához vette munkatársnak, ahol két évig dolgozott, miközben több szépirodalmi lapnak is írt. 
Ezen állását is elveszítve, nevelőnek ment vidékre; de csak két hónapig bírta ki a falusi magányt, visszavágyott a fővárosba; itt tengődött, küszködött egy darabig, míg Urváry Lajos, a Pesti Napló szerkesztője, aki már több költeményét közölte lapjában, felvette a szerkesztőségébe mint belmunkatársat; időközben szerkesztette a Magyar Háziasszonyt és számos tárcáját és költeményét sűrűn közölte a Magyar Salon, Magyar Szemle, Ország-Világ (1894-től), a Képes Családi Lapok (1885-től), Fővárosi Lapok (amelynek rendes belmunkatársa lett), Pesti Napló, Nemzet és más lapok. 1890-ben a Petőfi Társaság által kitűzött és az aradi vértanúk szobránál elszavalandó 100 aranyas pályadíjat nyerte el.
1898-ban kinevezték hódmezővásárhelyi polgári iskolai tanárnak, 1899 szeptemberétől a sárospataki állami tanítóképző intézethez helyezték át. 1909-ben lefordította Goethe Faustját. Költői munkássága kezdetén a szocialista eszméket szólaltatta meg, ám hamar elvesztette érdeklődését a társadalmi problémák iránt. A Horthy-rendszerben támadásoknak volt kitéve korábbi szocialista állásfoglalása miatt. Utolsó éveiben visszavonultan élt. Neje Schlesinger Zili volt.

## Munkái

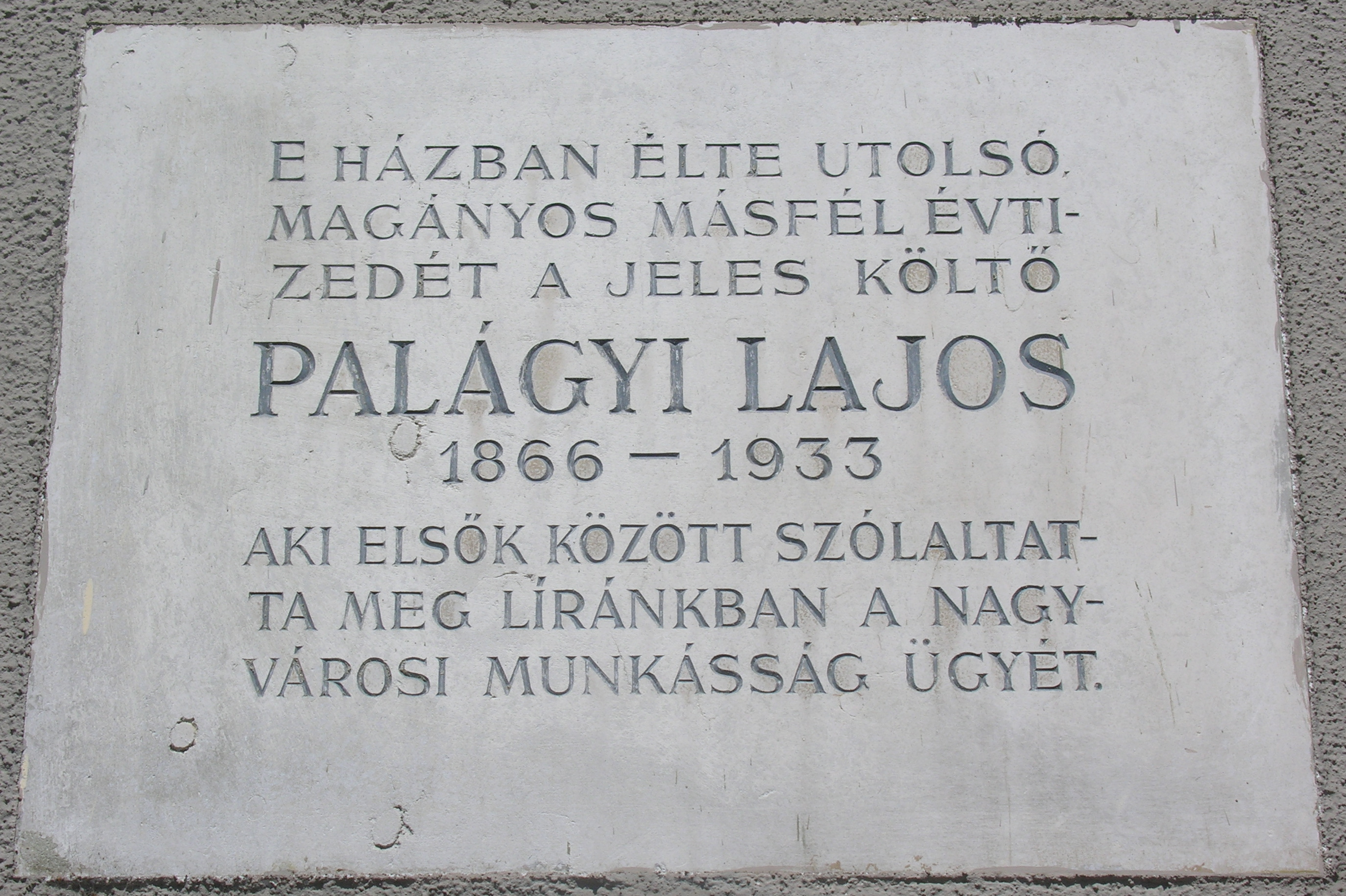
Emléktáblája egykori lakhelyén (II. ker., Margit körút 5/a)

- Humoros költemények. Esztergom, 1888 (Mulattató Zsebkönyvtár 50.)
- Küzdelmes évek. Költemények. Bpest, 1890 (Ism. Vasárnapi Ujság 1889. 42. sz.).
- Komor napok. Ujabb költemények 1889-90. Uo. 1891 (Ism. M. Szemle 46. sz., Pesti Napló 272. sz., Hét 45., Főv. Lapok 291., Ország-Világ 43., M. Hirlap 224., Budapesti Hirlap 293. sz.).
- Otthonülő Kuksi Tamás históriája; Méhner, Bp., 1891 (Históriák, nóták)
- Magányos úton. Legújabb költeményei. Ugyanott, 1893 (Ism. Budapesti Hirlap 1892. 358. sz.).
- Az ifjú szerzetes. Bölcselmi költemény (Előszóval kisérte Palágyi Menyhért.) Uo. 1894 (Ism. Vasárnapi Ujság 16. szám, M. Szalon, Nemzet 115. sz., Fővárosi Lapok 131., M. Szemle 13., Hazánk 90., Budapesti Hirlap 121., Jókai 17. sz., Élet 306. l.).
- Új magyar szavalókönyv az ifjúság számára. Uo. 1895
- A magyar polgár; Eckstein és Neufeld, Bp., 1895
- Nemzeti dalok. Uo. 1895 (Ism. Nemzet 228., Főv. Lapok 80., 94., Vasárn. Ujs. 15., M. Geniusz 15., Egyetértés 95., Egyenlőség 18., Élet 30., Ország-Világ 14. sz., Otthon II. 375. l, M. Szalon 23 k. 195. lap)
- Vajda János emlékezete. Uo. 1897
- Bibliai emlékek. Ugyanott, 1896 (Ezt és Húgomhoz czímű költeményét április 28. a Petőfi-társaság a Vigyázó-féle pályadíjjal jutalmazta. Ism. Vasárnapi Ujság 5. sz.)
- Uj költeményei. Ugyanott, 1901 (Ism. Budapesti Hirlap 62. száma Vasárnapi Ujság 10. sz. P. Napló, 69., Uj Idők 11., M. Szó 48., Ország-Világ 13., Budapesti Szemle VI. k.).
- A rabszolgák. Dráma. A m. tudom. akadémia Karátsonyi-jutalommal kitüntetett mű. Budapest, 1902. (Ism. Vasárnapi Ujság 19., Polit. Hetiszemle 18., M. Geniusz, M. Szó 94., 1904. jan. 4. a budapesti [[Nemzeti Szinház] tagjai a Magyar Állami Operaházban előadják). Családi neve Silberstein.
- Nemzeti lant. Szavalatok és egyéb hazafias költemények; Lampel, Bp., 1907
- Palágyi Lajos költeményei; új sorozat; Singer és Wolfner, Bp., 1907 Online
- Magyar állapotok; Bercsényi Ny., Bp., 1911
- A Hesperidák kertje. Drámai költemény; Franklin, Bp., 1911
- Az anyaföld; Révai Ny., Bp., 1921
- A deres. Apró szatírák és ötletek; Fővárosi Ny., Bp., 1923
- Parittya. Apró szatirák és ötletek; s.n., Bp., 1924
- Czeczil könyve; Palágyi Lajos Menyhért egy költeményével; Fővárosi Ny., Bp., 1925
- A hangyák. Szatirikus könyv; s. n., Bp., 1925
- Palágyi Lajos válogatott költeményei; sajtó alá rend. Vajthó László; Palágyi Lajos Jubileumi Bizottság, Bp., 1926
- Te nem hagytál el jóságos Istenem. Palágyi Lajos versei; Petőfi Ny., Békéscsaba, 1935
- Parittya (Válogatott művek Tóth Gyula válogatásában és utószavával, Bp., 1966)